# Lowry City
Lowry City is een plaats (city) in de Amerikaanse staat Missouri, en valt bestuurlijk gezien onder St. Clair County.

## Demografie
Bij de volkstelling in 2000 werd het aantal inwoners vastgesteld op 728.
In 2006 is het aantal inwoners door het United States Census Bureau geschat op 748, een stijging van 20 (2,7%).

## Geografie
Volgens het United States Census Bureau beslaat de plaats een oppervlakte van
2,6 km², geheel bestaande uit land. Lowry City ligt op ongeveer 266 m boven zeeniveau.

## Plaatsen in de nabije omgeving
De onderstaande figuur toont nabijgelegen plaatsen in een straal van 20 km rond Lowry City.